# Sami Vänskä
Sami Vänskä (Kitee, 26 de setembro de 1976) é um músico finlandês. É mais conhecido como ex-baixista da banda de metal sinfônico Nightwish.

## Carreira
Vänskä começou a tocar baixo aos nove anos de idade quando passou a frequentar uma escola de música. Bandas como Rush, Faith No More, Red Hot Chili Peppers e Metallica já foram citadas por ele como fonte de inspiração à sua forma de tocar baixo. Ele também chegou a estudar ciência da computação na universidade.
Em 1998, os músicos Tuomas Holopainen, Emppu Vuorinen e Jukka Nevalainen lembraram de Vänskä por ele ter tocado anteriormente na banda local Nattvindens Gråt, e o convidaram para ser o baixista do grupo de metal sinfônico Nightwish. Seu primeiro trabalho com o conjunto foi o álbum Oceanborn (1998), no qual ele também tocou ao vivo em sua turnê promocional. Posteriormente ele participou do disco Wishmaster (2000), sua subsequente turnê mundial e o EP Over the Hills and Far Away (2001). Contudo em 21 de outubro de 2001, Vänskä foi demitido da banda pelo empresário Ewo Rytkönen a pedido de Holopainen, que citou que as diferenças musicais entre os dois apresentava uma ameaça ao grupo. Ele voltou a se apresentar com o Nightwish em 20 de agosto de 2016, no concerto especial de 20 anos da banda na cidade finlandesa de Jämsä para tocar a clássica faixa "Stargazers" do disco Oceanborn.
Após os eventos do Nightwish, Vänskä tocou com a banda de blues Root Remedy e lançou três álbuns com eles até a sua saída em 2008.

## Discografia

### Nattvindens Gråt
- A Bard's Tale (1995)
- Chaos Without Theory (1997)

### Nightwish
- Oceanborn (1998)
- Wishmaster (2000)

### Participações
| Ano  | Artista           | Álbum               | Faixa                           | Nota  |
| ---- | ----------------- | ------------------- | ------------------------------- | ----- |
| 2001 | (Vários artistas) | La leyenda continúa | "La leyenda del hada y el mago" | Baixo |
| 2003 | Barilari          | Barilari (EP)       | (Múltiplas faixas)              | Baixo |
| 2003 | Barilari          | Barilari            | (Múltiplas faixas)              | Baixo |